# Dieter Pumplün
Hans Dieter Pumplün (* 22. Dezember 1932; † 20. Juli 2021 in Hamm) war ein deutscher Mathematiker.

## Leben
Nach der Promotion am 21. Dezember 1960 zum Dr. rer. nat. an der Universität Münster war er 1963/1964 Visiting Assistant Professor an der University of Minnesota. Nach der Habilitation in Münster 1966 wurde er dort 1970 wissenschaftlicher Rat und Professor. 1974 wurde er in den Gründungsausschuss der Fernuniversität berufen. Seit 1975 war er dort Professor. Er lehrte als Gastprofessor an der Universität Kapstadt 1987 und an der University of California, San Diego 1988.

## Schriften (Auswahl)
- Die Zerlegung des Kreisteilungspolynoms von quadratfreier Ordnung in Teilkörpern des Zerfällungskörpers in Zusammenhang mit algebraischen Kreiseinheiten, Klassenzahlen und Eisensteinschen Reihen halbzahliger Dimension. Münster 1960, OCLC 1072103239.
- als Herausgeber mit Klaus Heiner Kamps: Category theory. Applications to algebra, logic and topology. Proceedings of the international conference, held at Gummersbach, July 6 – 10, 1981. Berlin 1982, ISBN 3-540-11961-2.
- Elemente der Kategorientheorie. Heidelberg 1999, ISBN 3-86025-676-9.